# 小圍盾介殼蟲
小圍盾介殼蟲（学名：Fiorinia minor）为盾介殼蟲科圍盾介殼蟲屬下的一个种。